# Reginei José Modolo
Reginei José Modolo (Braganey, 7 de janeiro de 1975), conhecido como "Padre Zico", é um bispo brasileiro da Igreja Católica Romana, atual bispo auxiliar de Curitiba. Foi o administrador diocesano da Arquidiocese de Cascavel, no Paraná, vacante durante a morte de seu ordinário, Dom Mauro Aparecido dos Santos, em março de 2021, até a nomeação de Dom Adelar Baruffi, empossado em outubro do mesmo ano.

## Biografia
Modolo nasceu em Braganey, no Paraná. Graduou-se em Filosofia pela Universidade Estadual do Oeste do Paraná, em 1995, e em Teologia pela Pontifícia Universidade Católica do Paraná, em 1999. 
Foi ordenado presbítero para a Arquidiocese de Cascavel, em 8 de julho de 2000.
Concluiu o mestrado em Bioética pelo Pontifício Ateneu Regina Apostolorum e em Teologia Moral pela Pontifícia Universidade Lateranense de Roma, em 2007. Em 2016 obteve doutorado nesta última matéria, pela mesma universidade.
De volta ao Brasil, assumiu a Paróquia Santa Teresa d'Ávila, em Santa Teresa do Oeste, onde em 2007 criou a "Festa da Polenta", festival de comida destinado a arrecadar fundos para a paróquia.
Transferido para a Paróquia Nossa Senhora de Fátima, no bairro Cancelli, em Cascavel, dedicou-se a promover a reconstrução completa do templo, no que logrou êxito. Desde 2007 é professor da Faculdade Missioneira do Paraná, em Cascavel.
Em seguida tornou-se vigário geral da arquidiocese. Em 30 de abril de 2020 assumiu o paroquiato da Catedral Metropolitana de Cascavel, em substituição ao Monsenhor Adimir Mazali, nomeado bispo da Diocese de Erexim, no Rio Grande do Sul.
O arcebispo de Cascavel, Dom Mauro Aparecido dos Santos, faleceu vítima de covid-19 em 11 de março de 2021. Na tarde do dia seguinte, o Colégio dos Consultores elegeu Pe. Zico como administrador diocesano. Ele administrou provisoriamente a Arquidiocese de Cascavel durante seis meses. Em 22 de setembro de 2021, o Papa Francisco nomeou Dom Adelar Baruffi, então bispo de Cruz Alta, como sucessor de Dom Mauro. Ele foi empossado em 31 de outubro de 2021. Monsenhor Modolo permaneceu no cargo de vigário-geral.
Foi nomeado pelo Papa Francisco como bispo auxiliar de Curitiba no dia 7 de dezembro de 2022. Sua ordenação episcopal ocorreu em 5 de março de 2023, na Catedral Metropolitana de Cascavel, sendo o celebrante principal o arcebispo de Cascavel, Adelar Baruffi, coadjuvado pelo cardeal Odilo Pedro Scherer, arcebispo de São Paulo e José Antônio Peruzzo, arcebispo de Curitiba.